# Rhacophorus kajau
Rhacophorus kajau är en groddjursart som beskrevs av Dring 1984. Rhacophorus kajau ingår i släktet Rhacophorus och familjen trädgrodor. IUCN kategoriserar arten globalt som nära hotad. Inga underarter finns listade i Catalogue of Life.